# Universidade de Vicenza
A Universidade de Vicenza é uma antiga universidade localizada na cidade de Vicenza no Vêneto região da Itália, que perdeu sua importância desde que foi ultrapassado pelas novas universidades italianas. Ela foi reconhecida como um studium generale desde o início no século XIII.